# Молодіжний сленг
Сленг молодіжний — окремий пласт національної мови, варіант молодіжного спілкування людей, який відображає певною мірою рівень культури, освіченості, розвитку суспільства, у наш час контрольований масовою культурою, під вплив якої потрапляють різні категорії молоді.

## Особливості
Молодіжний сленг, як і будь-який інший, є тільки лексиконом на фонетичній і граматичній основі загальнонаціональної мови і відрізняється розмовним, а іноді й грубо-фамільярним забарвленням. Характерною особливістю, яка відрізняє молодіжний сленг від інших видів сленгу, є його швидка мінливість, яка пояснюється зміною поколінь.
Молодь, як носій молодіжного сленгу, є внутрішньо неоднорідною соціально-демографічною групою, де студентство було і залишається найосвіченішим прошарком молодого покоління, отже, і мова, якою воно користується буде перебувати в рамках норми, але з включенням жаргонізмів, пов'язаних з певним періодом становлення в їхньому житті, процесом навчання .
Сленг, як найвикористовуваніший функціональний різновид мови для спілкування в «своєму колі», є проявом вікового конфлікту, показником невідповідності між запитами студентської молоді і можливостями їх реалізації. Дане протиріччя знаходить висвітлення в мовній компетенції молодого покоління.

## Історія
Відзначають три бурхливі хвилі в розвитку молодіжного сленгу в Україні XX століття.
- 20-і роки. Перша хвиля пов'язана з появою величезної кількості безпритульних у зв'язку з революцією і громадянською війною. Мова учнів, підлітків та молоді забарвилася безліччю «блатних» слів, почерпнутих у них.
- 50-і роки. Друга хвиля пов'язана з появою «стиляг».
- 70-80-і роки. Третя хвиля пов'язана з періодом застою, що породила різні неформальні молодіжні рухи і «хіпуюча» молодь створила свій «системний» сленг як мовний жест протистояння офіційній ідеології.

Нині на розвиток молодіжного сленгу великий вплив має комп'ютеризація. Передача сенсу, ідеї, образу при появі комп'ютера отримала додаткові можливості в порівнянні з листом і печаткою. За рахунок цього інтернет-сленг проникає в молодіжну мову.
В. В. Балабін визначає сленг як ненормативну, неформальну, стилістично знижену та функціонально обмежену мову, що використовується з метою здійснення комунікативної, регулятивної, емоційно-експресивної та корпоративної мовленнєвих функцій.
Ю.Василенко пропонує називати сленгом молодіжний жаргон і визначає молодіжний сленг як синтезовану лексику різних молодіжних груп та індивідуальної молоді.
За Н. Годун, вперше термін «сленг» був зафіксований у 1750 році зі значенням «мова вулиці» або, за іншими джерелами, — «образа». Припускається, що слово «сленг» походить від англійського sling — «метати, кидати» в тому значенні, в якому воно вживалося в яскравому архаїчному виразі to sling one's jaw — «говорити буйні, образливі речі».
Молодіжний сленг, за Ю.Василенко, являє собою окремий пласт національної мови, який відображає певною мірою рівень культури, освіченості, розвитку суспільства
За визначенням В. О. Дорди, молодіжний сленг містить лексику як мінімум трьох лексико-стилістичних підсистем: нестандартної розмовної  мови, професійного жаргону й вульгаризмів.

## Фактор творення
Найважливішим фактором творення сленгу в українському мовному середовищі залишається «постімперський» культурний синдром: збереження і навіть посилення російського впливу на вітчизняну лексику, а особливо ненормативну.
Важливим чинником у творенні сленгових лексем є спорідненість інтересів осіб які формують різновид цього ненормативного утворення.

## Причини та мотиви використання
1. невдоволенням традиційними словами і виразами;
2. зіткненням з новими обставинами, для яких наявний лексикон виявляється бідним;
3. прагненням вразити суспільство;
4. бажанням «правдивого, непідробного» спілкування;
5. бажанням досягти певного комічного ефекту;
6. бажанням створити певний стилістичний ефект за допомогою яскравості та експресивності сленгу.

## Короткий список лексичних одиниць молодіжного сленгу
- Бро (від англ. bro — скорочення слова brother) — брат;
- Лагати — працювати повільно, з перебоями (лаги — перебої);
- Мажор (-ка) — син (або донька) багатих батьків; молоді люди, що ведуть розкішний спосіб життя; часто асоціюється з нічними клубами і дорогим автомобілем, який порушує правила дорожнього руху з ризиком для оточення;
- Чувак — молодик, юнак;
- Бабки — гроші
- Бакси — долари
- Бомба — дуже гарно
- Дилда — висока дівчина
- Дудлити — випивати багато
- Жерти — їсти
- Кайф — хороші відчуття
- Корєш — товариш
- ЛОЛ — англ. Laughing Out Loud — голосно сміятись
- Морозити — ігнорувати
- Мудак — поганий хлопець
- Тачка — машина
- Тащитись — радіти
- Тусовка — час в колі друзів
- Фраєр — модний хлопець
- Хандра — поганий настрій
- Здох — не має сил, сильна втома;
- Вангую — передбачую;
- Врубитись — зрозуміти;
- Вдуплитись — зрозуміти;
- Кек — смішно
- Пас — відмова;
- Пацан; поцик — хлопець, чоловік;
- Профі; Про — професіонал;
- Шарити — розуміти;
- Шпора — шпаргалка;
- Слитись — допустити помилку; виказати себе.

## Студентський сленг
Студентський сленг — соціолект, що слугує для людей однієї вікової категорії та характеризує реалії студентського життя. Студентський сленг є одним із шарів лексики молодіжного сленгу. Тут у центрі уваги знаходиться навчання та проблеми навколо нього. Студентський сленг по суті є школою словотворчості, причому різні новотвори спочатку мають доброзичливо-жартівливий характер. Студенти вживають сленгові вирази для того, щоб виглядати сучасними. Загалом слова не вживаються не навмисно, а підсвідомо. Молоді люди користуються ним у певному середовищі, відповідно до співрозмовників, які є такого ж віку та навчаються разом у вищому навчальному закладі. Часто студенти говорять, що вони настільки звикли до вживання сленгу, що вони «не розуміють, де справжня мова». Певні групи людей вживають сленг, тому що «їм не вистачає політичної влади». Це просто безпечний та ефективний спосіб протесту проти чогось встановленого, проти мовних правил. Якщо розглядати лексичне наповнення студентського сленгу, то ми бачимо, що сленг містить лексику як мінімум трьох лексико-стилістичних підсистем: нестандартної розмовної мови, професійного жаргону й вульгаризмів. Український студентський сленг є засобом самовираження, який використовується молоддю для більшого емоційного забарвлення своєї мови, для створення нових, «свіжих» назв для тих слів, які найчастіше вживаються в їхньому житті.

##### Класифікація студентського сленгу до частиномовної приналежності
- Іменники, які називають предмети, реалії, об'єкти, засоби навчального процесу: абітура — абітурієнти, вступники; автомат — залік, іспит, які отримують автоматично за поточними оцінками; ботан — студент, який завзято і багато навчається; вишка — вища математика; вікно — пара, на яку не призначено занять.
- Дієслова-сленгізми: валити — необ'єктивно оцінювати знання студентів на екзамені, виставляючи незадовільну оцінку; доганяти — розуміти щось на рівні вимог, що висуваються до інтелекту; друшляки — прогулювати пари; завалити (іспит) — не скласти іспит; плавати — погано знати матеріал та ін.
- Прикметники-сленгізми на позначення ознак реалій навчання: бестовий — найкращий; нульовий, стерильний — який нічого не знає; прикольний — смішний, веселий та ін.
- Прислівники-сленгізми: класно — дуже добре; паралельно — байдуже, все одно; по-любому, по-любасу — обов'язково; реально — насправді та ін.

### Групи студентського сленгу, які мають англійське походження
- Слова, що і за звучанням, і за семантикою збігаються з англійськими, але графічно передаються українськими літерами: «денс» − танець, «смайл» − посмішка, «френд» − друг, «парті» − вечірка, «кеш» − гроші, «дарлінг» − близька людина.
- Англійські слова, які в українському молодіжному жаргоні мають трохи інше значення, ніж в англійській мові: «сешн» − свято, гулянка (в англ. «засідання», «сесія»); «саунд» − гучна музика (в англ. «звук»); «цент» − гривня (в англ. 1/100 долара).
- Англійські слова, які отримали в жаргоні афікси, властиві слов'янським мовам: «піпли» − люди, «гьорли» − дівчата, «суперовий» − визначний, «бестовий» − найкращий, «аська» − програма для спілкування через Інтернет, «сидюк» − CD-Rom і навіть «моня» − монітор.[1]

## У кіно
- Кінофільм «Штольня»